# Renklod Michurinskiy
Renklod Michurinskiy en ruso: Ренклод Курсакова, es una variedad cultivar de ciruelo (Prunus domestica), de las denominadas ciruelas europeas,
una variedad de ciruelaobtenida en el "Instituto Panruso de Investigación de Genética y Selección de Plantas Frutales, I.V. Michurin". Las frutas tienen un tamaño mediano o superior al promedio, forma redondeada, color principal del fruto rojo púrpura, y pulpa de color anaranjada, tierna y jugosa, siendo el jugo incoloro, y el sabor agridulce.

## Sinonimia
- "Ренклод Мичуринский",
- "Reina Claudia Michurin",
- "Слива Ренклод Мичуринский",
- "Sliva Renklod Michurinskiy"
- "Renclode Michurinskij",
- "Renklod Michurinskiy".[3][5]

## Historia
'Renklod Michurinskiy' es una variedad de ciruela creada por el obtentor G.A. Kursakov en el "Instituto Panruso de Investigación de Genética y Selección de Plantas Frutales, I.V. Michurin" mediante el cruce de la variedad 'Eurasia 21' como "Parental Madre" x el polen de 'Renclode Altana' como "Parental Padre". Ciruela considerada incluida en el grupo de las "Reinas Claudias".
'Renklod Michurinskiy' inscrita en el "Registro Estatal" desde el año 2000 para la Región Central de la Tierra Negra.

## Características
'Renklod Michurinskiy' es un árbol que tiene una fuerza de crecimiento media, la copa es redondeada, con un grado medio de densidad y follaje. Los brotes son de grosor medio, medianos, rectos, de color marrón. Las yemas son medianas, marrón oscuro, de forma cónica redonda. La hoja es mediana, ampliamente ovalada, de punta corta, verde oscuro, lisa, mate. El limbo está curvado hacia abajo. No hay pubescencia. El borde de la hoja es dentado. Las estípulas son cortas, débilmente disecadas, de caída tardía. El pecíolo es corto, grueso, débilmente pigmentado. Las glándulas son medianas, amarillas, redondeadas, dos piezas. Hay 2 flores en una inflorescencia, el tamaño es superior al promedio, la longitud de los pistilos es aproximadamente el doble de la longitud de los filamentos del estambre. El cáliz tiene forma de campana. Variedad parcialmente autofértil. El período de floración es promedio. La producción es anual.
'Renklod Michurinskiy' tiene frutos de tamaño mediano o superior al promedio, tienen un peso promedio de 26,4 gr (el más grande es de 29,0 g), son redondeados, la parte superior del fruto es redonda, la base del fruto es poco profunda y dentada, la piel del fruto es lisa, mediana, con una ligera capa de pruina, fácil de separar del fruto, el color principal del fruto es rojo púrpura; puntos subcutáneos marrones, claramente visibles; la sutura ventral es pequeña, apenas perceptible; el pedúnculo es de longitud y grosor medios; la pulpa es de color anaranjada, tierna y jugosa, siendo el jugo incoloro, y el sabor agridulce (4,2 puntos). El contenido de materia seca en los frutos es del 14,6%, azúcares - 9,8%, ácidos - 1,7 mg/100 g, catequinas P-activas - 156 mg/100 g, ácido ascórbico - 10,1 mg / 100 gr.
Hueso es semi adherente, se separa fácilmente de la pulpa, de tamaño mediano, obovado, puntiagudo.
El fruto madura en la tercera decena de agosto y primera de septiembre. La transportabilidad de los frutos es buena.

## Usos
Una variedad de frutos aptos para consumo en fresco, y para elaboraciones industriales.
Ventajas: fructificación temprana, producción anual, resistencia al invierno y buena calidad de los frutos, aptos para consumo en fresco y para fines tecnológicos, y buena transportabilidad. 
Desventajas: No se han identificado.